# Дуппор, Жан Георгиевич
Жан Георгиевич Дуппор вариант имени Иван (1895—не ранее 1980) — сотрудник НКВД, начальник нескольких политизоляторов или тюрем.

## Биография
По национальности латыш. Латышский стрелок. В 1917 году на стороне большевиков, охранял золотой запас страны около Аничкова дворца в Петрограде. Общался с Лениным, о чём оставил воспоминания.
Участвовал в гражданской войне на Урале и в Сибири. Сотрудник ЧК. В 1923 году ему было поручено переоборудовать Верхнеуральскую тюрьму в политизолятор. Этот процесс был завершен к лету 1925 года. Приказом административно-организационного управления № 131 от 12 июня были объявлены вводимые в действие с 5 июня штаты Верхне-Уральского политизолятора ОГПУ, а его начальником назначен Ж. Г. Дуппор. В июле 1925 года в Верхнеуральский политизолятор пришёл первый этап. Это были политические заключённые из бастовавших соловецких скитов.
Переведён начальником в Челябинский, затем Суздальский политизолятор.
25 апреля 1934 года награждён знаком «Почетный работник ВЧК-ОГПУ (XV)».
19 июля 1936 года произведён в старшие лейтенанты государственной безопасности.
В 1937 году назначен начальником Владимирского централа.
28 февраля 1938 года арестован в Москве, куда приехал для участия в первой партконференции политотдела при тюремном управлении. Содержался в Лефортовской тюрьме. 22 марта 1938 уволен с должности начальника Владимирской тюрьмы ГУГБ НКВД СССР	по статье 38 п. «б» (в связи с арестом следственными органами).
На первый допрос вызван в ночь на 5-е марта. Как писал позднее Дуппор в своём заявлении председателю КГБ Шелепину:

«В кабинете следственного корпуса сидел моложавый следователь, заполнявший уже на меня на бланке допроса биографию. <…> В это время с боковых дверей появились трое во главе с начальником и его заместителями 3-го отделения контрразведки, набросились на меня с криком „сволочь латышская, хотел бороться за великую Латвию и т. д.“, содрали с меня коверкотовую гимнастерку, посадили на стул задом наперед и говорят: „Держись крепче за спинку стула“. У них в руках появились резиновые плетки, и начали они отсчитывать на моей спине удары. С обеих сторон я насчитал сорок пять ударов. На втором допросе меня не допустили к следственной комнате, встретили в коридоре и избили по лицу, я потерял несколько зубов».
В июне 1938 года после трёх месяцев интенсивных допросов с избиениями Дуппора перевели в Бутырскую тюрьму, где бить перестали. 9 августа 1938 года Особое совещание приговорило его к трём годам тюремного режима за «должностное преступление».
После приговора Дуппора отправляют в Новочеркасскую тюрьму. Там, как он пишет: «На меня надели форму, которую носили осужденные этой тюрьмы: брюки с желтыми лампасами, куртку с желтыми нарукавниками и фуражку с желтым околышком». <…> «Всего десять минут длится прогулка. Но все бы ничего, хуже то, что я сижу в камере с теми сионистами и эсерами, которые раньше сидели у меня в Верхнеуральском, Челябинском и Владимирском политизоляторах».
В мае 1939 году Дуппора отправили отбывать срок на Колыму. Попал на золотые прииски, был доходягой. От цинги потерял зубы. Позднее числился ударником. Был освобождён в феврале 1941 года.
Реабилитирован в октябре 1959 года военным трибуналом Московского военного округа.
Дата смерти неизвестна, в апреле 1960 года жил в городе Миассе Челябинской области.